# St. Cloud (Minnesota)
St. Cloud és una població dels Estats Units a l'estat de Minnesota. Segons el cens del July 1, 2009 tenia 67.136 habitants.

## Demografia
Segons el cens del 2000, St. Cloud tenia 59.107 habitants, 22.652 habitatges, i 12.254 famílies. La densitat de població era de 756,7 habitants per km².
Dels 22.652 habitatges en un 27,3% hi vivien nens de menys de 18 anys, en un 41,4% hi vivien parelles casades, en un 9,4% dones solteres, i en un 45,9% no eren unitats familiars. En el 30,2% dels habitatges hi vivien persones soles el 8% de les quals corresponia a persones de 65 anys o més que vivien soles. El nombre mitjà de persones vivint en cada habitatge era de 2,4 i el nombre mitjà de persones que vivien en cada família era de 3.
Per edats la població es repartia de la següent manera: un 20,8% tenia menys de 18 anys, un 24,1% entre 18 i 24, un 27,6% entre 25 i 44, un 17,3% de 45 a 60 i un 10,3% 65 anys o més.
L'edat mediana era de 28 anys. Per cada 100 dones de 18 o més anys hi havia 100,5 homes.
La renda mediana per habitatge era de 37.346$ i la renda mediana per família de 50.460$. Els homes tenien una renda mediana de 33.670$ mentre que les dones 23.759$. La renda per capita de la població era de 19.769$. Entorn del 5% de les famílies i el 13,1% de la població estaven per davall del llindar de pobresa.

## Poblacions més properes
El següent diagrama mostra les poblacions més properes.

## Personatges notables
- Gig Young, actor.